# Natale Capellaro
Natale Capellaro (Ivrea, 22 dicembre 1902 – Torino, 26 febbraio 1977) è stato un ingegnere (honoris causa) italiano, progettista di macchine da calcolo meccaniche.
Assunto come apprendista operaio alla Olivetti nel 1916, divenne il progettista delle macchine da calcolo meccaniche che contribuirono al successo dell'azienda a livello mondiale a metà del ventesimo secolo. Divisumma 14, Divisumma 24, Tetractys sono alcuni dei modelli associati al suo talento nella progettazione meccanica.

## Carriera

### Gli inizi
Figlio di una famiglia di calzolai eporediese, sin dall'infanzia mostra attitudine nella lavorazione del ferro che sfrutta per la costruzione dei propri giocattoli. Dopo la scuola elementare e un'esperienza lavorativa presso una tipografia locale, Capellaro fu assunto nel 1916 alla Olivetti come apprendista operaio assegnato al montaggio della Olivetti M1, prima macchina per scrivere dell'azienda. Nel corso degli anni contribuì all'organizzazione della catena di montaggio della Olivetti M20 su incarico di Camillo Olivetti e divenne poi capo reparto nel settore allineamento meccanismi di scrittura della M20.
Dal 1930 Capellaro fu assegnato da Adriano Olivetti all'appena costituito Ufficio Progetti e Studi e contribuì in qualità di esperto montatore alla messa a punto della Olivetti M40 e della Olivetti MP1. Dal 1935 collaborò con l'Ufficio Progetti per la progettazione delle macchine da calcolo, settore in cui la Olivetti aveva iniziato a interessarsi nell'anno precedente.
Un celebre aneddoto ricorda il giovane Capellaro indagato dai superiori per avere sottratto alcuni pezzi dall'officina, per poi essere premiato dagli stessi una volta svelato che tali pezzi erano da lui utilizzati a casa per sviluppare un simulatore di tastiera—attrezzo utile all'addestramento delle operatrici del collaudo di macchine per scrivere.

### L'Ufficio Progetti

#### Divisumma 14
Nel 1943 Capellaro divenne responsabile dell'Ufficio Progetti subentrando all'ingegnere Riccardo Levi, passato in clandestinità per unirsi alla Resistenza. Sviluppò e diresse il progetto MC 14, una nuova classe di macchine da calcolo elettromeccaniche scriventi destinata a rimpiazzare i primi modelli Olivetti. Nel 1945 fu presentata l'addizionatrice Elettrosumma 14 della nuova classe, alla quale seguirono nei due anni successivi la moltiplicatrice Multisumma 14 e la calcolatrice a quattro operazioni Divisumma 14. Il design della carrozzeria di tutte le macchine era opera di Marcello Nizzoli.
La Divisumma 14 si rivelò un successo e piazzò in breve tempo la Olivetti al vertice del mercato mondiale delle macchine da calcolo. Era la prima calcolatrice a quattro operazioni dotata di comodità fino ad allora esclusive delle addizionatrici: meccanismo di stampa, tastiera a dieci tasti, e calcolo del saldo negativo. Il dispositivo meccanico di quest'ultimo era in precedenza considerato funzionalmente incompatibile con quello della divisione.

#### Divisumma 24
A partire dal 1950 Capellaro sviluppò e diresse il progetto della classe MC 24, nuovamente con design di Nizzoli. Presentata nel 1956, la Divisumma 24 della nuova classe ripeté e superò il successo del modello precedente, vendendo oltre un milione di unità, e consolidando la posizione della Olivetti nel mercato delle macchine da calcolo: all'inizio degli anni '60 oltre un terzo della produzione mondiale portava il marchio dell'azienda, che otteneva quasi la metà del fatturato dal settore. Basso costo dei componenti in lamiera e semplicità di assemblaggio, uniti ad alte prestazioni e affidabilità delle macchine, rendevano possibile un rapporto stimato fino a 10 a 1 tra prezzo di vendita e costo unitario di produzione.
A completare la linea furono lanciate sempre nel 1956 l'addizionatrice Elettrosumma 24 Duplex e la calcolatrice avanzata Tetractys (nome concepito da Franco Fortini in omaggio alla tetraktys pitagorica). Nel 1962 si aggiunse la moltiplicatrice Multisumma 24.

### Dopo l'Ufficio Progetti
Nel 1960 Capellaro fu designato Direttore Tecnico Generale alla Olivetti, alla guida della progettazione sia delle macchine da calcolo sia delle macchine per scrivere. Fu promosso nel 1964 a Membro del Comitato Esecutivo, e nella sua posizione di Direttore Tecnico subentrò il suo collaboratore principale di lunga data Teresio Gassino. Dopo essersi dimesso nel 1966 continuò come consulente dell'azienda per alcuni anni.
A coronamento della carriera di successo l'Università di Bari gli conferì honoris causa la laurea in Ingegneria Civile nel 1962.
Un aneddoto ricorda il navigato progettista Capellaro riconoscere la fine dell'era meccanica delle macchine da calcolo di fronte alla Programma 101, calcolatore elettronico programmabile sviluppato alla Olivetti dal 1962 sotto la direzione dell'ingegnere Pier Giorgio Perotto.

## Memoria
L'eredità tecnica e intellettuale di Natale Capellaro è promossa dalla Fondazione Natale Capellaro, istituita nel 2008, che gestisce il Laboratorio-Museo Tecnologicamente, dove la sezione calcolo meccanico è dedicata a Capellaro.
A Natale Capellaro è stato dedicato nel 2013 un ponte ciclopedonale sulla Dora Baltea, nella città di Ivrea: la passerella Natale Capellaro.

## Progetti
Elenco non esaustivo delle macchine da calcolo Olivetti lanciate sul mercato nel periodo in cui Capellaro fu responsabile dell'Ufficio Progetti (1943–1964):
- Classe MC 14: Elettrosumma 14 (1946), Multisumma 14 (1947), Divisumma 14 (1948);
  - Versioni a carrello: Elettrosumma 14 CR (1948), Multisumma 14 CR (1951), Divisumma 14 CR (1952), Elettrosumma Banca (1952);
- Summa 15 (1949, non elettrica);
- Classe MC 21: Elettrosumma Duplex (1954), Elettrosumma Simplex (1954);
- Classe MC 24: Divisumma 24 (1956), Tetractys (1956), Elettrosumma 24 Duplex (1956), Multisumma 24 (1962), Multisumma 24 GT (1963), Divisumma 24 GT (1963), Elettrosumma 24 GT Invalidatrice (1963);
  - Versioni a carrello: Elettrosumma 24 CR (1956), Divisumma 24 CR (1960), Tetractys CR (1956);
- Classe 22: Elettrosumma 22 (1957, anche in versione Underwood 400), Elettrosumma Duplex 22 (1958), Multisumma 22 (1959);
  - Versioni a carrello: Elettrosumma 22 CR (1957), Multisumma 22 CR (1960);
- Classe 20: Summa Prima 20 (1960, non elettrica, anche in versione Underwood 200), Summa Quanta 20 (1961), Elettrosumma 20 (1963), Multisumma 20 (1964, anche in versione Antares 6000);
- Macchine contabili: Audit 202 (1955), Audit 302 (1956).